# Dinamo Kujbyszew
Dinamo Kujbyszew (ros. Футбольный клуб «Динамо» Куйбышев, Futbolnyj Kłub "Dinamo" Kujbyszew) – rosyjski klub piłkarski z siedzibą w Kujbyszewie (obecnie Samara).

## Historia
Chronologia nazw:
- ???—???: Dinamo Kujbyszew (ros. «Динамо» Куйбышев)

Piłkarska drużyna Dinamo została założona w mieście Kujbyszew.
W 1936 zespół startował w rozgrywkach Pucharu ZSRR.
Później już nie uczestniczył w rozgrywkach na poziomie profesjonalnym, a występował w turniejach lokalnych, dopóki nie przestał istnieć.

## Sukcesy
- 1/64 finału Pucharu ZSRR: 1936